# マイケル・チャベス
マイケル・チャベス（Michael Chaves、1984年11月3日 - ）は、アメリカ合衆国の映画監督。
2009年に短編映画の監督としてデビュー。2019年にホラー映画『死霊館ユニバース』の『ラ・ヨローナ〜泣く女〜』で初の長編映画を監督する。その後、同じ『死霊館ユニバース』の『死霊館 悪魔のせいなら、無罪。』、『死霊館のシスター 呪いの秘密』を監督した。
また、2019年にビリー・アイリッシュの楽曲「Bury a Friend」のミュージック・ビデオを監督した。

## 主な作品
- ラ・ヨローナ〜泣く女〜 The Curse of La Llorona (2019)
- 死霊館 悪魔のせいなら、無罪。 The Conjuring: The Devil Made Me Do It (2021)
- 死霊館のシスター 呪いの秘密 The Nun II (2023)
- 死霊館 最後の儀式 The Conjuring: Last Rites (2025) ポストプロダクション[7]